# Extraliga słowacka w piłce siatkowej mężczyzn (2024/2025)
Niké Extraliga mężczyzn 2024/2025 − 33. sezon mistrzostw Słowacji w piłce siatkowej zorganizowany przez Słowacki Związek Piłki Siatkowej (słow. Slovenská Volejbalová Federácia, SVF). Rozpoczął się 4 października 2024 roku i trwał do 24 kwietnia 2025 roku.
W extralidze wzięło udział 7 drużyn. Rozgrywki obejmowały fazę zasadniczą, drugą fazę oraz fazę play-off. W fazie zasadniczej drużyny rozegrały ze sobą po dwa mecze. W drugiej fazie na podstawie wyników fazy zasadniczej zespoły zostały podzielone na dwie grupy, w których zagrały ze sobą po dwa mecze. Wszystkie drużyny awansowały do fazy play-off. Faza play-off składała się z ćwierćfinałów, meczów o 5. miejsce, półfinałów, meczów o 3. miejsce oraz finału.
Po raz trzynasty mistrzostwo Słowacji zdobył zespół VKP FTVŠ UK Bratislava, który w finale fazy play-off pokonał Rieker UJS Komárno. Trzecie miejsce zajęła drużyna VK Slávia SPU Nitra.
Sponsorem tytularnym rozgrywek było przedsiębiorstwo bukmacherskie Niké.

## System rozgrywek
Rozgrywki o mistrzostwo Słowacji w sezonie 2024/2025 składały się z fazy zasadniczej, drugiej fazy i fazy play-off.

### Faza zasadnicza
W fazie zasadniczej 7 drużyn rozegrało między sobą po dwa spotkania systemem kołowym (mecz u siebie i rewanż na wyjeździe). Cztery najlepsze zespoły trafiły w drugiej rundzie do grupy A, natomiast pozostałe – do grupy B.

### Druga runda
W drugiej rundzie drużyny w ramach dwóch grup (A i B) rozegrały między sobą po dwa mecze systemem kołowym (mecz u siebie i rewanż na wyjeździe). Do tabeli obu grup wliczone zostały wszystkie mecze rozegrane w fazie zasadniczej. Wszystkie zespoły awansowały do fazy play-off, z tym że drużyna, która zajęła 1. miejsce w grupie A, trafiła bezpośrednio do półfinałów.

### Faza play-off
Faza play-off składała się z ćwierćfinałów, meczów o 5. miejsce, półfinałów, meczów o 3. miejsce i finału.
Ćwierćfinały

Pary ćwierćfinałowe powstały na podstawie miejsc zajętych przez poszczególne drużyny w drugiej fazie według klucza:
- para 1: A2 – B3;
- para 2: A3 – B2;
- para 3: A4 – B1.

Rywalizacja toczyła się do dwóch zwycięstw ze zmianą gospodarza po każdym meczu. Gospodarzem pierwszego spotkania była drużyna wyżej rozstawiona. Zwycięzcy w parach awansowali do półfinałów, dwaj najwyżej rozstawieni przegrani grali o 5. miejsce, natomiast najniżej rozstawiony przegrany został sklasyfikowany na 7. miejscu i zakończył udział w rozgrywkach.
Mecze o 5. miejsce

Rywalizacja o 5. miejsce toczyła się w serii do dwóch zwycięstw na zasadach analogicznych co w ćwierćfinałach.
Półfinały

Pary półfinałowe powstały według klucza: 
- para 1: drużyna rozstawiona z nr 1 – zwycięzca w ćwierćfinałowej parze 3;
- para 2: zwycięzca w ćwierćfinałowej parze 1 – zwycięzca w ćwierćfinałowej parze 2.

Rywalizacja toczyła się do trzech zwycięstw ze zmianą gospodarza po każdym meczu. Gospodarzem pierwszego meczu była drużyna wyżej rozstawiona. Zwycięzcy w parach awansowali do finału, natomiast przegrani grali o 3. miejsce.
Mecze o 3. miejsce

Rywalizacja o 3. miejsce toczyła się w serii do trzech zwycięstw na zasadach analogicznych co w półfinałach.
Finał

Finał grano w serii do czterech zwycięstw. Gospodarzem dwóch pierwszych meczów oraz potencjalnie piątego i siódmego była drużyna, która w fazie zasadniczej zajęła wyższe miejsce. Zwycięzca w parze finałowej zdobył tytuł mistrza Słowacji.

### Kryteria ustalenia pozycji w tabeli
O kolejności w tabeli decydowały następujące kryteria:
1. liczba zwycięstw,
2. liczba punktów (3:0 i 3:1 – 3 punkty dla zwycięzcy, 0 punktów dla przegranego; 3:2 – 2 punkty dla zwycięzcy, 1 punkt dla przegranego; walkower – 3 punkty dla zwycięzcy; -1 punkt dla przegranego),
3. stosunek setów wygranych do przegranych,
4. stosunek małych punktów zdobytych do straconych,
5. bilans w meczach bezpośrednich pomiędzy zainteresowanymi drużynami zgodnie z punktami 1-4.

## Drużyny uczestniczące
W słowackiej extralidze w sezonie 2024/2025 uczestniczyło 7 drużyn. W porównaniu z poprzednim sezonem w najwyższej klasie rozgrywkowej nie występował młodzieżowy zespół SŠŠ Trenčín-Projekt RD SVF.
| Niké Extraliga 2024/2025                       | Niké Extraliga 2024/2025 |                  |
| ---------------------------------------------- | ------------------------ | ---------------- |
| Rieker UJS Komárno                             | 1                        | Puchar Challenge |
| VKP FTVŠ UK Bratislava                         | 2                        |                  |
| TJ Spartak Myjava                              | 3                        | Puchar Challenge |
| VK Mirad UNIPO Prešov                          | 4                        |                  |
| TJ Slávia Svidník                              | 5                        |                  |
| VK Slávia SPU Nitra                            | 6                        |                  |
| ŠVK Tatran Slovenská Ľupča-UMB Banská Bystrica | 7                        |                  |

### Zmiany nazw drużyn
| W trakcie sezonu                                                    | W trakcie sezonu                                                        | W trakcie sezonu |
| ------------------------------------------------------------------- | ----------------------------------------------------------------------- | ---------------- |
| Stara nazwa klubu                                                   | Nowa nazwa klubu                                                        | *                |
| ŠVK Tatran Banská Bystrica-Slovenská Ľupča (do 7 października 2024) | ŠVK Tatran Slovenská Ľupča-UMB Banská Bystrica (od 7 października 2024) | [ 8 ]            |

## Hale sportowe
| Drużyna                                        | Hala sportowa                                            | Miejscowość     | *     |
| ---------------------------------------------- | -------------------------------------------------------- | --------------- | ----- |
| Rieker UJS Komárno                             | Mestská športová hala                                    | Komárno         |       |
| ŠVK Tatran Slovenská Ľupča-UMB Banská Bystrica | Športová hala – ZŠ Sama Cambela                          | Slovenská Ľupča |       |
| TJ Slávia Svidník                              | Športová hala                                            | Svidník         |       |
| TJ Spartak Myjava                              | Mestská športová hala                                    | Myjava          |       |
| VK Mirad UNIPO Prešov                          | Športová hala Prešovskej univerzity                      | Preszów         |       |
| VK Slávia SPU Nitra                            | Mestská športová hala                                    | Nitra           |       |
| VKP FTVŠ UK Bratislava                         | Gopass Aréna                                             | Bratysława      | [ a ] |
| VKP FTVŠ UK Bratislava                         | Športová hala Ekonomickej univerzity v Bratislave (EUBA) | Bratysława      | [ a ] |
| Źródło:                                        |                                                          |                 |       |

| Rieker UJS KomárnoŠVK Tatran Slovenská Ľupča-UMB Banská BystricaTJ Slávia SvidníkTJ Spartak MyjavaVK Mirad UNIPO PrešovVK Slávia SPU NitraVKP FTVŠ · UK Bratislava Lokalizacja głównych obiektów sportowych |

## Trenerzy
| Drużyna                                        | Trener            | Asystent trenera                              | *      |
| ---------------------------------------------- | ----------------- | --------------------------------------------- | ------ |
| Rieker UJS Komárno                             | František Ogurčák | Michal Kotulič                                | [ 12 ] |
| ŠVK Tatran Slovenská Ľupča-UMB Banská Bystrica | Michal Šimo       | Pavel Bartík Michal Hlaváč Branislav Skladaný | [ 13 ] |
| TJ Slávia Svidník                              | Marián Vitko      | —                                             | [ 14 ] |
| TJ Spartak Myjava                              | Matúš Kalný       | Martin Pipa                                   | [ 15 ] |
| VK Mirad UNIPO Prešov                          | Erik Digaňa       | Marcel Lux                                    | [ 16 ] |
| VK Slávia SPU Nitra                            | Rostislav Chudík  | Daniel Mikušovič Ľubomír Paška                | [ 17 ] |
| VKP FTVŠ UK Bratislava                         | Robin Pělucha     | Juraj Tiňo                                    | [ 18 ] |

### Zmiany trenerów
| Klub                                           | Były trener      | Data odejścia           | Nowy trener      | Data przyjścia          | *            |
| ---------------------------------------------- | ---------------- | ----------------------- | ---------------- | ----------------------- | ------------ |
| Przed sezonem                                  |                  |                         |                  |                         |              |
| ŠVK Tatran Slovenská Ľupča-UMB Banská Bystrica | Martin Nemec     | koniec sezonu 2023/2024 | Michal Šimo      | przed sezonem 2024/2025 | [ 19 ]       |
| TJ Slávia Svidník                              | Rastislav Paňko  | koniec sezonu 2023/2024 | Marián Vitko     | przed sezonem 2024/2025 |              |
| TJ Spartak Myjava                              | Martin Pipa      | koniec sezonu 2023/2024 | Matúš Kalný      | przed sezonem 2024/2025 | [ 20 ] [ b ] |
| W trakcie sezonu                               |                  |                         |                  |                         |              |
| VK Slávia SPU Nitra                            | Daniel Mikušovič | 12.12.2024              | Rostislav Chudík | 12.12.2024              | [ 21 ] [ c ] |

## Faza zasadnicza

### Tabela wyników
| Gospodarz \ Gość1                              | KOM | VKP | MYJ | PRE | SVI | NIT | TBB |
| ---------------------------------------------- | --- | --- | --- | --- | --- | --- | --- |
| Rieker UJS Komárno                             | -   | 1:3 | 3:0 | 2:3 | 3:0 | 3:2 | 3:1 |
| VKP FTVŠ UK Bratislava                         | 2:3 | -   | 3:1 | 3:0 | 3:0 | 3:0 | 3:0 |
| TJ Spartak Myjava                              | 2:3 | 1:3 | -   | 3:0 | 3:0 | 3:1 | 3:0 |
| VK Mirad UNIPO Prešov                          | 3:1 | 0:3 | 1:3 | -   | 1:3 | 3:1 | 3:1 |
| TJ Slávia Svidník                              | 1:3 | 1:3 | 2:3 | 3:2 | -   | 2:3 | 3:2 |
| VK Slávia SPU Nitra                            | 0:3 | 1:3 | 2:3 | 2:3 | 3:0 | -   | 3:1 |
| ŠVK Tatran Slovenská Ľupča-UMB Banská Bystrica | 0:3 | 1:3 | 0:3 | 1:3 | 0:3 | 0:3 | -   |

Źródło: 
1 Drużyna gospodarzy jest wymieniona po lewej stronie tabeli.
Kolory:
  zwycięstwo gospodarzy 3:0 lub 3:1
  zwycięstwo gospodarzy 3:2
  zwycięstwo gości 3:0 lub 3:1
  zwycięstwo gości 3:2

### Terminarz i wyniki spotkań
| WYNIKI SPOTKAŃ | WYNIKI SPOTKAŃ | WYNIKI SPOTKAŃ                                 | WYNIKI SPOTKAŃ                          | WYNIKI SPOTKAŃ                                 | WYNIKI SPOTKAŃ | WYNIKI SPOTKAŃ                     | WYNIKI SPOTKAŃ |
| Data | Godz.          | Gospodarz                                      | Rezultat                                | Gość                                           | Widzów         | MVP                                | *              |
| --- | -------------- | ---------------------------------------------- | --------------------------------------- | ---------------------------------------------- | -------------- | ---------------------------------- | -------------- |
| 1. KOLEJKA |                |                                                |                                         |                                                |                |                                    |                |
| 5.10.2024 | 17:00          | VK Mirad UNIPO Prešov                          | 3:1 (25:20, 22:25, 25:22, 26:24)        | ŠVK Tatran Banská Bystrica-Slovenská Ľupča     | 313            | Erik Gulák Alex Veselý             | [ 22 ] [ 23 ]  |
| 4.10.2024 | 19:30          | VKP FTVŠ UK Bratislava                         | 3:1 (25:14, 21:25, 25:19, 25:16)        | TJ Spartak Myjava                              | 300            | Dominik Fořt Matúš Konc            | [ 24 ] [ 25 ]  |
| 5.10.2024 | 18:00          | VK Slávia SPU Nitra                            | 3:0 (25:22, 25:18, 25:17)               | TJ Slávia Svidník                              | 484            | Marek Gergely Tibor Matušovský     | [ 26 ] [ 25 ]  |
| 2. KOLEJKA |                |                                                |                                         |                                                |                |                                    |                |
| 12.10.2024 | 18:00          | TJ Spartak Myjava                              | 3:1 (25:19, 22:25, 25:16, 25:17)        | VK Slávia SPU Nitra                            | bd.            | Matúš Konc Emanuel Kohút           | [ 27 ] [ 28 ]  |
| 12.10.2024 | 18:00          | ŠVK Tatran Slovenská Ľupča-UMB Banská Bystrica | 1:3 (25:21, 21:25, 17:25, 21:25)        | VKP FTVŠ UK Bratislava                         | 158            | Lukáš Hlaváč Tomáš Kriško          | [ 29 ] [ 28 ]  |
| 12.10.2024 | 19:00          | Rieker UJS Komárno                             | 2:3 (20:25, 27:25, 21:25, 25:14, 10:15) | VK Mirad UNIPO Prešov                          | 300            | Peter Mlynarčík Michal Ščerba      | [ 30 ] [ 28 ]  |
| 3. KOLEJKA |                |                                                |                                         |                                                |                |                                    |                |
| 19.10.2024 | 17:00          | VKP FTVŠ UK Bratislava                         | 2:3 (25:19, 20:25, 20:25, 25:23, 6:15)  | Rieker UJS Komárno                             | 200            | Andrej Billich Maroš Kasperkevič   | [ 31 ] [ 32 ]  |
| 18.10.2024 | 20:00          | VK Slávia SPU Nitra                            | 3:1 (25:20, 25:20, 18:25, 30:28)        | ŠVK Tatran Slovenská Ľupča-UMB Banská Bystrica | 222            | Martin Kajan Tobias Ondrčka        | [ 33 ] [ 34 ]  |
| 19.10.2024 | 17:00          | TJ Slávia Svidník                              | 2:3 (23:25, 26:24, 14:25, 25:23, 20:22) | TJ Spartak Myjava                              | 100            | Juraj Jurko Ondrej Zeman           | [ 35 ] [ 32 ]  |
| 4. KOLEJKA |                |                                                |                                         |                                                |                |                                    |                |
| 26.10.2024 | 18:00          | ŠVK Tatran Slovenská Ľupča-UMB Banská Bystrica | 0:3 (20:25, 23:25, 16:25)               | TJ Slávia Svidník                              | 195            | Miroslav Baslar Martin Sopko mł.   | [ 36 ] [ 37 ]  |
| 26.10.2024 | 19:00          | Rieker UJS Komárno                             | 3:2 (23:25, 25:27, 25:18, 25:12, 15:11) | VK Slávia SPU Nitra                            | 350            | Peter Mlynarčík Šimon Rzyman       | [ 38 ] [ 37 ]  |
| 26.10.2024 | 19:00          | VK Mirad UNIPO Prešov                          | 0:3 (19:25, 17:25, 19:25)               | VKP FTVŠ UK Bratislava                         | 312            | Ján Tarabus Tomáš Kriško           | [ 39 ] [ 37 ]  |
| 5. KOLEJKA |                |                                                |                                         |                                                |                |                                    |                |
| 2.11.2024 | 18:00          | VK Slávia SPU Nitra                            | 2:3 (17:25, 20:25, 28:26, 25:13, 12:15) | VK Mirad UNIPO Prešov                          | 325            | Emanuel Kohút Erik Gulák           | [ 40 ] [ 41 ]  |
| 2.11.2024 | 17:00          | TJ Slávia Svidník                              | 1:3 (20:25, 26:28, 25:20, 17:25)        | Rieker UJS Komárno                             | 155            | Tibor Matušovský Balázs Forró      | [ 42 ] [ 41 ]  |
| 2.11.2024 | 17:00          | TJ Spartak Myjava                              | 3:0 (25:13, 25:21, 25:17)               | ŠVK Tatran Slovenská Ľupča-UMB Banská Bystrica | bd.            | Martin Rendla Matej Sýkora         | [ 43 ] [ 41 ]  |
| 6. KOLEJKA |                |                                                |                                         |                                                |                |                                    |                |
| 9.11.2024 | 19:00          | Rieker UJS Komárno                             | 3:0 (25:16, 28:26, 25:20)               | TJ Spartak Myjava                              | 370            | Maroš Kasperkevič Erik Watzka      | [ 44 ] [ 45 ]  |
| 9.11.2024 | 18:00          | VK Mirad UNIPO Prešov                          | 1:3 (20:25, 25:21, 21:25, 21:25)        | TJ Slávia Svidník                              | 325            | Martin Turis Samuel Bognár         | [ 46 ] [ 45 ]  |
| 8.11.2024 | 19:30          | VKP FTVŠ UK Bratislava                         | 3:0 (25:12, 25:21, 25:17)               | VK Slávia SPU Nitra                            | 400            | Bartolomej Jakubík Matúš Krajčo    | [ 47 ] [ 48 ]  |
| 7. KOLEJKA |                |                                                |                                         |                                                |                |                                    |                |
| 16.11.2024 | 17:00          | TJ Slávia Svidník                              | 1:3 (24:26, 17:25, 25:23, 20:25)        | VKP FTVŠ UK Bratislava                         | 90             | Martin Sopko mł. Patrik Marjov     | [ 49 ] [ 50 ]  |
| 16.11.2024 | 18:00          | TJ Spartak Myjava                              | 3:0 (25:21, 25:20, 25:20)               | VK Mirad UNIPO Prešov                          | bd.            | Tomas Sorra Martin Turis           | [ 51 ] [ 50 ]  |
| 14.11.2024 | 17:00          | ŠVK Tatran Slovenská Ľupča-UMB Banská Bystrica | 0:3 (15:25, 23:25, 27:29)               | Rieker UJS Komárno                             | 150            | Miroslav Baslar Tomáš Halanda      | [ 52 ] [ 53 ]  |
| 8. KOLEJKA |                |                                                |                                         |                                                |                |                                    |                |
| 22.11.2024 | 18:00          | ŠVK Tatran Slovenská Ľupča-UMB Banská Bystrica | 1:3 (19:25, 14:25, 25:22, 19:25)        | VK Mirad UNIPO Prešov                          | 75             | Richard Petruf Róbert Pijaček      | [ 54 ] [ 55 ]  |
| 23.11.2024 | 18:00          | TJ Spartak Myjava                              | 1:3 (16:25, 18:25, 28:26, 15:25)        | VKP FTVŠ UK Bratislava                         | 238            | Samuel Paňko Tomáš Kriško          | [ 56 ] [ 57 ]  |
| 23.11.2024 | 17:00          | TJ Slávia Svidník                              | 2:3 (25:22, 25:16, 19:25, 16:25, 15:17) | VK Slávia SPU Nitra                            | 110            | Martin Sopko mł. Martin Lajcha     | [ 58 ] [ 57 ]  |
| 9. KOLEJKA |                |                                                |                                         |                                                |                |                                    |                |
| 1.12.2024 | 18:00          | VK Slávia SPU Nitra                            | 2:3 (25:23, 20:25, 17:25, 25:22, 11:15) | TJ Spartak Myjava                              | 256            | Michal Kilian Matúš Konc           | [ 59 ] [ 60 ]  |
| 30.11.2024 | 18:00          | VKP FTVŠ UK Bratislava                         | 3:0 (25:22, 25:18, 25:16)               | ŠVK Tatran Slovenská Ľupča-UMB Banská Bystrica | 300            | Tomáš Kriško Miroslav Baslar       | [ 61 ] [ 62 ]  |
| 30.11.2024 | 17:00          | VK Mirad UNIPO Prešov                          | 3:1 (20:25, 25:21, 25:21, 25:23)        | Rieker UJS Komárno                             | 270            | Michal Ščerba Filip Mačuha         | [ 63 ] [ 62 ]  |
| 10. KOLEJKA |                |                                                |                                         |                                                |                |                                    |                |
| 8.12.2024 | 19:00          | Rieker UJS Komárno                             | 1:3 (20:25, 25:16, 16:25, 24:26)        | VKP FTVŠ UK Bratislava                         | 350            | Simon Pati-Nagy Patrik Marjov      | [ 64 ] [ 65 ]  |
| 7.12.2024 | 18:00          | ŠVK Tatran Slovenská Ľupča-UMB Banská Bystrica | 0:3 (18:25, 22:25, 23:25)               | VK Slávia SPU Nitra                            | 175            | Juraj Alexander Slávik Jakub Šatka | [ 66 ] [ 67 ]  |
| 7.12.2024 | 18:00          | TJ Spartak Myjava                              | 3:0 (25:16, 25:23, 25:23)               | TJ Slávia Svidník                              | bd.            | Branislav Skasko Martin Sopko mł.  | [ 68 ] [ 67 ]  |
| 11. KOLEJKA |                |                                                |                                         |                                                |                |                                    |                |
| 14.12.2024 | 17:00          | TJ Slávia Svidník                              | 3:2 (18:25, 29:27, 26:28, 25:22, 15:10) | ŠVK Tatran Slovenská Ľupča-UMB Banská Bystrica | 60             | Martin Sopko mł. Lukáš Hlaváč      | [ 69 ] [ 70 ]  |
| 13.12.2024 | 20:00          | VK Slávia SPU Nitra                            | 0:3 (21:25, 23:25, 18:25)               | Rieker UJS Komárno                             | 180            | Peter Porubský Peter Mlynarčík     | [ 71 ] [ 72 ]  |
| 14.12.2024 | 14:00          | VKP FTVŠ UK Bratislava                         | 3:0 (25:19, 25:21, 25:21)               | VK Mirad UNIPO Prešov                          | 200            | Michal Ščerba Tomáš Kriško         | [ 73 ] [ 70 ]  |
| 12. KOLEJKA |                |                                                |                                         |                                                |                |                                    |                |
| 21.12.2024 | 15:30          | VK Mirad UNIPO Prešov                          | 3:1 (25:27, 25:14, 25:18, 25:20)        | VK Slávia SPU Nitra                            | 225            | Erik Gulák Marek Gergely           | [ 74 ] [ 75 ]  |
| 22.12.2024 | 17:00          | Rieker UJS Komárno                             | 3:0 (25:15, 28:26, 25:18)               | TJ Slávia Svidník                              | 200            | Lajos Pfeiferlik Martin Sopko mł.  | [ 76 ] [ 77 ]  |
| 21.12.2024 | 18:00          | ŠVK Tatran Slovenská Ľupča-UMB Banská Bystrica | 0:3 (23:25, 16:25, 21:25)               | TJ Spartak Myjava                              | 220            | Max Veselý Ľuboš Ochodnický        | [ 78 ] [ 75 ]  |
| 13. KOLEJKA |                |                                                |                                         |                                                |                |                                    |                |
| 11.01.2025 | 18:00          | TJ Spartak Myjava                              | 2:3 (22:25, 20:25, 25:23, 25:19, 12:15) | Rieker UJS Komárno                             | 130            | Marek Machovec Peter Mlynarčík     | [ 79 ] [ 80 ]  |
| 11.01.2025 | 17:00          | TJ Slávia Svidník                              | 3:2 (25:27, 25:12, 19:25, 25:23, 15:12) | VK Mirad UNIPO Prešov                          | 85             | Samuel Bognár Ján Tarabus          | [ 81 ] [ 80 ]  |
| 11.01.2025 | 15:30          | VK Slávia SPU Nitra                            | 1:3 (28:26, 20:25, 15:25, 15:25)        | VKP FTVŠ UK Bratislava                         | 520            | Peter Porubský Juraj Zaťko         | [ 82 ] [ 80 ]  |
| 14. KOLEJKA |                |                                                |                                         |                                                |                |                                    |                |
| 17.01.2025 | 19:30          | VKP FTVŠ UK Bratislava                         | 3:0 (25:15, 25:16, 25:19)               | TJ Slávia Svidník                              | 300            | Daniel Stríž Tibor Matušovský      | [ 83 ] [ 84 ]  |
| 18.01.2025 | 18:00          | VK Mirad UNIPO Prešov                          | 1:3 (25:21, 19:25, 11:25, 22:25)        | TJ Spartak Myjava                              | 237            | Peter Barták Ondrej Zeman          | [ 85 ] [ 86 ]  |
| 18.01.2025 | 18:00          | Rieker UJS Komárno                             | 3:1 (25:18, 25:20, 18:25, 25:18)        | ŠVK Tatran Slovenská Ľupča-UMB Banská Bystrica | 150            | Ákos Bence Liška Miroslav Baslar   | [ 87 ] [ 86 ]  |
| Godziny do 27 października 2024 roku podane są według strefy czasowej UTC+2, a od 27 października 2024 roku według strefy czasowej UTC+1. Źródło: |                |                                                |                                         |                                                |                |                                    |                |

### Tabela
| Lp.                                                  | Drużyna                                        | Mecze | Mecze | Mecze | Pkt | Rodzaj wyniku | Rodzaj wyniku | Rodzaj wyniku | Rodzaj wyniku | Rodzaj wyniku | Rodzaj wyniku | Sety | Sety | Sety  | Małe punkty | Małe punkty | Małe punkty |
| Lp.                                                  | Drużyna                                        | M     | W     | P     | Pkt | 3:0           | 3:1           | 3:2           | 2:3           | 1:3           | 0:3           | wyg. | prz. | stos. | zdob.       | str.        | stos.       |
| ---------------------------------------------------- | ---------------------------------------------- | ----- | ----- | ----- | --- | ------------- | ------------- | ------------- | ------------- | ------------- | ------------- | ---- | ---- | ----- | ----------- | ----------- | ----------- |
| 1                                                    | VKP FTVŠ UK Bratislava                         | 12    | 11    | 1     | 34  | 5             | 6             | 0             | 1             | 0             | 0             | 35   | 9    | 3.89  | 1056        | 863         | 1.22        |
| 2                                                    | Rieker UJS Komárno                             | 12    | 9     | 3     | 25  | 4             | 2             | 3             | 1             | 2             | 0             | 31   | 17   | 1.82  | 1106        | 1001        | 1.1         |
| 3                                                    | TJ Spartak Myjava                              | 12    | 8     | 4     | 23  | 4             | 2             | 2             | 1             | 2             | 1             | 28   | 18   | 1.56  | 1039        | 976         | 1.06        |
| 4                                                    | VK Mirad UNIPO Prešov                          | 12    | 6     | 6     | 17  | 0             | 4             | 2             | 1             | 2             | 3             | 22   | 26   | 0.85  | 1038        | 1068        | 0.97        |
| 5                                                    | VK Slávia SPU Nitra                            | 12    | 4     | 8     | 14  | 2             | 1             | 1             | 3             | 3             | 2             | 21   | 27   | 0.78  | 992         | 1088        | 0.91        |
| 6                                                    | TJ Slávia Svidník                              | 12    | 4     | 8     | 12  | 1             | 1             | 2             | 2             | 2             | 4             | 18   | 29   | 0.62  | 1003        | 1081        | 0.93        |
| 7                                                    | ŠVK Tatran Slovenská Ľupča-UMB Banská Bystrica | 12    | 0     | 12    | 1   | 0             | 0             | 0             | 1             | 5             | 6             | 7    | 36   | 0.19  | 892         | 1049        | 0.85        |
| Legenda: druga runda – grupa A druga runda – grupa B |                                                |       |       |       |     |               |               |               |               |               |               |      |      |       |             |             |             |

Źródło: 
Punktacja: 3:0 i 3:1 – 3 pkt; 3:2 – 2 pkt; 2:3 – 1 pkt; 1:3 i 0:3 – 0 pkt
Zasady ustalania kolejności: zob. sekcję powyżej

## Druga runda

### Grupa A

#### Tabela wyników
| Gospodarz \ Gość1      | VKP | KOM | MYJ | PRE |
| ---------------------- | --- | --- | --- | --- |
| VKP FTVŠ UK Bratislava | -   | 3:2 | 3:0 | 3:0 |
| Rieker UJS Komárno     | 3:2 | -   | 0:3 | 3:0 |
| TJ Spartak Myjava      | 3:2 | 1:3 | -   | 3:0 |
| VK Mirad UNIPO Prešov  | 1:3 | 2:3 | 0:3 | -   |

Źródło: 
1 Drużyna gospodarzy jest wymieniona po lewej stronie tabeli.
Kolory:
  zwycięstwo gospodarzy 3:0 lub 3:1
  zwycięstwo gospodarzy 3:2
  zwycięstwo gości 3:0 lub 3:1
  zwycięstwo gości 3:2

#### Terminarz i wyniki spotkań
| Data                                                    | Godz. | Gospodarz              | Rezultat                                | Gość                   | Widzów | MVP                            | *               |
| ------------------------------------------------------- | ----- | ---------------------- | --------------------------------------- | ---------------------- | ------ | ------------------------------ | --------------- |
| 1. KOLEJKA                                              |       |                        |                                         |                        |        |                                |                 |
| 24.01.2025                                              | 18:30 | VKP FTVŠ UK Bratislava | 3:0 (25:16, 25:21, 25:18)               | VK Mirad UNIPO Prešov  | 250    | Patrik Marjov Ján Tarabus      | [ 89 ] [ 90 ]   |
| 24.01.2025                                              | 19:30 | Rieker UJS Komárno     | 0:3 (23:25, 20:25, 26:28)               | TJ Spartak Myjava      | 200    | Tomas Sorra                    | [ 91 ] [ 90 ]   |
| 2. KOLEJKA                                              |       |                        |                                         |                        |        |                                |                 |
| 1.02.2025                                               | 16:00 | VK Mirad UNIPO Prešov  | 0:3 (21:25, 29:31, 23:25)               | TJ Spartak Myjava      | 203    | Michal Ščerba Marek Ludha      | [ 92 ] [ 93 ]   |
| 1.02.2025                                               | 20:00 | VKP FTVŠ UK Bratislava | 3:2 (25:20, 21:25, 25:21, 22:25, 15:12) | Rieker UJS Komárno     | 420    | Tomáš Kriško Peter Mlynarčík   | [ 94 ] [ 93 ]   |
| 3. KOLEJKA                                              |       |                        |                                         |                        |        |                                |                 |
| 7.02.2025                                               | 19:30 | Rieker UJS Komárno     | 3:0 (25:15, 25:13, 25:17)               | VK Mirad UNIPO Prešov  | 200    | Maroš Kasperkevič Peter Barták | [ 95 ] [ 96 ]   |
| 8.02.2025                                               | 18:00 | TJ Spartak Myjava      | 3:2 (20:25, 25:17, 28:26, 21:25, 15:12) | VKP FTVŠ UK Bratislava | 180    | Matúš Konc Bartolomej Jakubík  | [ 97 ] [ 98 ]   |
| 4. KOLEJKA                                              |       |                        |                                         |                        |        |                                |                 |
| 22.02.2025                                              | 17:00 | VK Mirad UNIPO Prešov  | 1:3 (25:16, 21:25, 21:25, 23:25)        | VKP FTVŠ UK Bratislava | 215    | Robert Pijaček Martin Bielka   | [ 99 ] [ 100 ]  |
| 21.02.2025                                              | 19:00 | TJ Spartak Myjava      | 1:3 (30:28, 25:27, 18:25, 21:25)        | Rieker UJS Komárno     | bd.    | Branislav Skasko Tomáš Halanda | [ 101 ] [ 102 ] |
| 5. KOLEJKA                                              |       |                        |                                         |                        |        |                                |                 |
| 1.03.2025                                               | 18:00 | TJ Spartak Myjava      | 3:0 (25:21, 25:18, 25:23)               | VK Mirad UNIPO Prešov  | bd.    | Marek Machovec Peter Barták    | [ 103 ] [ 104 ] |
| 2.03.2025                                               | 18:30 | Rieker UJS Komárno     | 3:2 (26:28, 25:19, 22:25, 25:19, 16:14) | VKP FTVŠ UK Bratislava | 450    | Balázs Forró Tomáš Kriško      | [ 105 ] [ 106 ] |
| 6. KOLEJKA                                              |       |                        |                                         |                        |        |                                |                 |
| 8.03.2025                                               | 15:00 | VK Mirad UNIPO Prešov  | 2:3 (27:25, 23:25, 19:25, 25:23, 11:15) | Rieker UJS Komárno     | 223    | Robert Pijaček Lukáš Smolej    | [ 107 ] [ 108 ] |
| 8.03.2025                                               | 14:00 | VKP FTVŠ UK Bratislava | 3:0 (25:17, 25:19, 25:16)               | TJ Spartak Myjava      | 320    | Patrik Marjov Samuel Paňko     | [ 109 ] [ 108 ] |
| Godziny podane są według strefy czasowej UTC+1. Źródło: |       |                        |                                         |                        |        |                                |                 |

#### Tabela
| Lp.                                                             | Drużyna                | Mecze | Mecze | Mecze | Pkt | Rodzaj wyniku | Rodzaj wyniku | Rodzaj wyniku | Rodzaj wyniku | Rodzaj wyniku | Rodzaj wyniku | Sety | Sety | Sety  | Małe punkty | Małe punkty | Małe punkty |
| Lp.                                                             | Drużyna                | M     | W     | P     | Pkt | 3:0           | 3:1           | 3:2           | 2:3           | 1:3           | 0:3           | wyg. | prz. | stos. | zdob.       | str.        | stos.       |
| --------------------------------------------------------------- | ---------------------- | ----- | ----- | ----- | --- | ------------- | ------------- | ------------- | ------------- | ------------- | ------------- | ---- | ---- | ----- | ----------- | ----------- | ----------- |
| 1                                                               | VKP FTVŠ UK Bratislava | 18    | 15    | 3     | 47  | 7             | 7             | 1             | 3             | 0             | 0             | 51   | 18   | 2.83  | 1615        | 1386        | 1.17        |
| 2                                                               | Rieker UJS Komárno     | 18    | 13    | 5     | 36  | 5             | 3             | 5             | 2             | 2             | 1             | 45   | 28   | 1.61  | 1685        | 1536        | 1.1         |
| 3                                                               | TJ Spartak Myjava      | 18    | 12    | 6     | 34  | 7             | 2             | 3             | 1             | 3             | 2             | 41   | 26   | 1.58  | 1528        | 1465        | 1.04        |
| 4                                                               | VK Mirad UNIPO Prešov  | 18    | 6     | 12    | 18  | 0             | 4             | 2             | 2             | 3             | 7             | 25   | 44   | 0.57  | 1468        | 1578        | 0.93        |
| Legenda: faza play-off – półfinały faza play-off – ćwierćfinały |                        |       |       |       |     |               |               |               |               |               |               |      |      |       |             |             |             |

Źródło: 
Punktacja: 3:0 i 3:1 – 3 pkt; 3:2 – 2 pkt; 2:3 – 1 pkt; 1:3 i 0:3 – 0 pkt
Zasady ustalania kolejności: zob. sekcję powyżej

### Grupa B

#### Tabela wyników
| Gospodarz \ Gość1                              | NIT | SVI | TBB |
| ---------------------------------------------- | --- | --- | --- |
| VK Slávia SPU Nitra                            | -   | 3:0 | 3:1 |
| TJ Slávia Svidník                              | 0:3 | -   | 3:1 |
| ŠVK Tatran Slovenská Ľupča-UMB Banská Bystrica | 1:3 | 3:2 | -   |

Źródło: 
1 Drużyna gospodarzy jest wymieniona po lewej stronie tabeli.
Kolory:
  zwycięstwo gospodarzy 3:0 lub 3:1
  zwycięstwo gospodarzy 3:2
  zwycięstwo gości 3:0 lub 3:1
  zwycięstwo gości 3:2

#### Terminarz i wyniki spotkań
| Data                                                    | Godz. | Gospodarz                                      | Rezultat                                | Gość                                           | Widzów | MVP                            | *               |
| ------------------------------------------------------- | ----- | ---------------------------------------------- | --------------------------------------- | ---------------------------------------------- | ------ | ------------------------------ | --------------- |
| 25.01.2025                                              | 17:00 | TJ Slávia Svidník                              | 3:1 (22:25, 25:18, 25:15, 25:21)        | ŠVK Tatran Slovenská Ľupča-UMB Banská Bystrica | 55     | Łukasz Pietrzak Lukáš Hlaváč   | [ 111 ] [ 112 ] |
| 1.02.2025                                               | 15:00 | VK Slávia SPU Nitra                            | 3:0 (25:17, 25:15, 27:25)               | TJ Slávia Svidník                              | 220    | Jan Lesiuk Tibor Matušovský    | [ 113 ] [ 93 ]  |
| 9.02.2025                                               | 18:00 | ŠVK Tatran Slovenská Ľupča-UMB Banská Bystrica | 1:3 (22:25, 25:23, 17:25, 19:25)        | VK Slávia SPU Nitra                            | 185    | Matej Sýkora Emanuel Kohút     | [ 114 ] [ 115 ] |
| 22.02.2025                                              | 18:00 | ŠVK Tatran Slovenská Ľupča-UMB Banská Bystrica | 3:2 (19:25, 27:29, 26:24, 25:20, 15:12) | TJ Slávia Svidník                              | 185    | Alex Veselý Radovan Vitko      | [ 116 ] [ 100 ] |
| 1.03.2025                                               | 17:00 | TJ Slávia Svidník                              | 0:3 (30:32, 21:25, 22:25)               | VK Slávia SPU Nitra                            | 70     | Martin Sopko mł. Marek Gergely | [ 117 ] [ 104 ] |
| 8.03.2025                                               | 18:00 | VK Slávia SPU Nitra                            | 3:1 (22:25, 25:16, 25:18, 25:19)        | ŠVK Tatran Slovenská Ľupča-UMB Banská Bystrica | 196    | Marek Gergely Juraj Slávik     | [ 118 ] [ 108 ] |
| Godziny podane są według strefy czasowej UTC+1. Źródło: |       |                                                |                                         |                                                |        |                                |                 |

#### Tabela
| Lp.                                   | Drużyna                                        | Mecze | Mecze | Mecze | Pkt | Rodzaj wyniku | Rodzaj wyniku | Rodzaj wyniku | Rodzaj wyniku | Rodzaj wyniku | Rodzaj wyniku | Sety | Sety | Sety  | Małe punkty | Małe punkty | Małe punkty |
| Lp.                                   | Drużyna                                        | M     | W     | P     | Pkt | 3:0           | 3:1           | 3:2           | 2:3           | 1:3           | 0:3           | wyg. | prz. | stos. | zdob.       | str.        | stos.       |
| ------------------------------------- | ---------------------------------------------- | ----- | ----- | ----- | --- | ------------- | ------------- | ------------- | ------------- | ------------- | ------------- | ---- | ---- | ----- | ----------- | ----------- | ----------- |
| 1                                     | VK Slávia SPU Nitra                            | 16    | 8     | 8     | 26  | 4             | 3             | 1             | 3             | 3             | 2             | 33   | 29   | 1.14  | 1346        | 1379        | 0.98        |
| 2                                     | TJ Slávia Svidník                              | 16    | 5     | 11    | 16  | 1             | 2             | 2             | 3             | 2             | 6             | 23   | 39   | 0.59  | 1340        | 1431        | 0.94        |
| 3                                     | ŠVK Tatran Slovenská Ľupča-UMB Banská Bystrica | 16    | 1     | 15    | 3   | 0             | 0             | 1             | 1             | 8             | 6             | 13   | 47   | 0.28  | 1244        | 1451        | 0.86        |
| Legenda: faza play-off – ćwierćfinały |                                                |       |       |       |     |               |               |               |               |               |               |      |      |       |             |             |             |

Źródło: 
Punktacja: 3:0 i 3:1 – 3 pkt; 3:2 – 2 pkt; 2:3 – 1 pkt; 1:3 i 0:3 – 0 pkt
Zasady ustalania kolejności: zob. sekcję powyżej

## Faza play-off
Godziny do 30 marca 2025 roku podane są według strefy czasowej UTC+1, a od 30 marca 2025 roku według strefy czasowej UTC+2.

### Drabinka
|  |              |                                                |              |                     |              |   |   |                        |                     |                     |           |           |                   |                    |                    |                    |                    |                    |                    |                    |                    |                    |       |       |       |
|  | Ćwierćfinały | Ćwierćfinały                                   | Ćwierćfinały | Ćwierćfinały        | Ćwierćfinały |   |   | Półfinały              | Półfinały           | Półfinały           | Półfinały | Półfinały | Półfinały         | Półfinały          |                    |                    | Finał              | Finał              | Finał              | Finał              | Finał              | Finał              | Finał | Finał | Finał |
|  | Ćwierćfinały | Ćwierćfinały                                   | Ćwierćfinały | Ćwierćfinały        | Ćwierćfinały |   |   | Półfinały              | Półfinały           | Półfinały           | Półfinały | Półfinały | Półfinały         | Półfinały          |                    |                    | Finał              | Finał              | Finał              | Finał              | Finał              | Finał              | Finał | Finał | Finał |
|  |              |                                                |              |                     |              |   |   |                        |                     |                     |           |           |                   |                    |                    |                    |                    |                    |                    |                    |                    |                    |       |       |       |
|  |              |                                                |              |                     |              |   |   |                        |                     |                     |           |           |                   |                    |                    |                    |                    |                    |                    |                    |                    |                    |       |       |       |
|  |              |                                                |              |                     |              |   |   |                        |                     |                     |           |           |                   |                    |                    |                    |                    |                    |                    |                    |                    |                    |       |       |       |
|  |              |                                                |              |                     |              |   |   |                        |                     |                     |           |           |                   |                    |                    |                    |                    |                    |                    |                    |                    |                    |       |       |       |
|  |              |                                                |              |                     |              |   |   |                        |                     |                     |           |           |                   |                    |                    |                    |                    |                    |                    |                    |                    |                    |       |       |       |
|  | 1            | VKP FTVŠ UK Bratislava                         | 3            | 3                   | 3            |   |   |                        |                     |                     |           |           |                   |                    |                    |                    |                    |                    |                    |                    |                    |                    |       |       |       |
|  | 1            | VKP FTVŠ UK Bratislava                         | 3            | 3                   | 3            |   |   |                        |                     |                     |           |           |                   |                    |                    |                    |                    |                    |                    |                    |                    |                    |       |       |       |
|  |              |                                                | 5            | VK Slávia SPU Nitra | 0            | 2 | 2 |                        |                     |                     |           |           |                   |                    |                    |                    |                    |                    |                    |                    |                    |                    |       |       |       |
|  | 4            | VK Mirad UNIPO Prešov                          | 5            | VK Slávia SPU Nitra | 0            | 2 | 2 | 2                      | 1                   |                     |           |           |                   |                    |                    |                    |                    |                    |                    |                    |                    |                    |       |       |       |
|  | 4            | VK Mirad UNIPO Prešov                          |              |                     |              |   |   |                        |                     |                     |           |           |                   |                    |                    |                    |                    |                    |                    |                    |                    |                    |       |       |       |
|  | 5            | VK Slávia SPU Nitra                            | 3            | 3                   |              |   |   |                        |                     |                     |           |           |                   |                    |                    |                    |                    |                    |                    |                    |                    |                    |       |       |       |
|  | 5            | VK Slávia SPU Nitra                            | 3            | 3                   |              |   | 1 | VKP FTVŠ UK Bratislava | 3                   | 0                   | 3         | 3         | 3                 |                    |                    |                    |                    |                    |                    |                    |                    |                    |       |       |       |
|  |              |                                                |              |                     |              |   |   |                        |                     |                     |           |           |                   |                    |                    |                    |                    |                    |                    |                    |                    |                    |       |       |       |
|  |              |                                                | 2            | Rieker UJS Komárno  | 2            | 3 | 2 | 0                      | 0                   |                     |           |           |                   |                    |                    |                    |                    |                    |                    |                    |                    |                    |       |       |       |
|  | 2            | Rieker UJS Komárno                             | 2            | Rieker UJS Komárno  | 2            | 3 | 2 | 0                      | 0                   | 3                   | 3         |           |                   |                    |                    |                    |                    |                    |                    |                    |                    |                    |       |       |       |
|  | 2            | Rieker UJS Komárno                             |              |                     |              |   |   |                        |                     |                     |           |           |                   |                    |                    |                    |                    |                    |                    |                    |                    |                    |       |       |       |
|  | 7            | ŠVK Tatran Slovenská Ľupča-UMB Banská Bystrica | 1            | 1                   |              |   |   |                        |                     |                     |           |           |                   |                    |                    |                    |                    |                    |                    |                    |                    |                    |       |       |       |
|  | 7            | ŠVK Tatran Slovenská Ľupča-UMB Banská Bystrica | 1            | 1                   |              |   | 2 | Rieker UJS Komárno     | 3                   | 2                   | 3         | 3         |                   | Mecze o 3. miejsce | Mecze o 3. miejsce | Mecze o 3. miejsce | Mecze o 3. miejsce | Mecze o 3. miejsce | Mecze o 3. miejsce | Mecze o 3. miejsce | Mecze o 3. miejsce | Mecze o 3. miejsce |       |       |       |
|  |              |                                                |              |                     |              |   | 2 | Rieker UJS Komárno     | 3                   | 2                   | 3         | 3         |                   | Mecze o 3. miejsce | Mecze o 3. miejsce | Mecze o 3. miejsce | Mecze o 3. miejsce | Mecze o 3. miejsce | Mecze o 3. miejsce | Mecze o 3. miejsce | Mecze o 3. miejsce | Mecze o 3. miejsce |       |       |       |
|  |              |                                                | 3            | TJ Spartak Myjava   | 1            | 3 | 0 | 0                      |                     |                     |           |           |                   |                    |                    |                    |                    |                    |                    |                    |                    |                    |       |       |       |
|  | 3            | TJ Spartak Myjava                              | 3            | TJ Spartak Myjava   | 1            | 3 | 0 | 0                      | 3                   | 3                   |           |           |                   |                    |                    |                    |                    |                    |                    |                    |                    |                    |       |       |       |
|  | 3            | TJ Spartak Myjava                              |              |                     |              |   |   |                        |                     |                     |           | 3         | TJ Spartak Myjava | TJ Spartak Myjava  | TJ Spartak Myjava  | 0                  | 0                  | 3                  | 1                  |                    |                    |                    |       |       |       |
|  | 6            | TJ Slávia Svidník                              | 0            | 0                   |              |   |   |                        |                     |                     |           | 3         | TJ Spartak Myjava | TJ Spartak Myjava  | TJ Spartak Myjava  | 0                  | 0                  | 3                  | 1                  |                    |                    |                    |       |       |       |
|  | 6            | TJ Slávia Svidník                              | 0            | 0                   |              |   | 5 | VK Slávia SPU Nitra    | VK Slávia SPU Nitra | VK Slávia SPU Nitra | 3         | 3         | 2                 | 3                  |                    |                    |                    |                    |                    |                    |                    |                    |       |       |       |
|  |              |                                                |              |                     |              |   | 5 | VK Slávia SPU Nitra    | VK Slávia SPU Nitra | VK Slávia SPU Nitra | 3         | 3         | 2                 | 3                  |                    |                    |                    |                    |                    |                    |                    |                    |       |       |       |

|  |                    |                       |   |   |  |
|  | Mecze o 5. miejsce |                       |   |   |  |
|  |                    |                       |   |   |  |
|  |                    |                       |   |   |  |
|  |                    |                       |   |   |  |
|  | 4                  | VK Mirad UNIPO Prešov | 2 | 1 |  |
|  | 4                  | VK Mirad UNIPO Prešov | 2 | 1 |  |
|  | 6                  | TJ Slávia Svidník     | 3 | 3 |  |
|  | 6                  | TJ Slávia Svidník     | 3 | 3 |  |

### Ćwierćfinały
Format: do dwóch zwycięstw
| Data                      | Godz.                     | Gospodarz                                      | Rezultat                               | Gość                                               | Widzów                                             | MVP                                                | *                                                  |
| ------------------------- | ------------------------- | ---------------------------------------------- | -------------------------------------- | -------------------------------------------------- | -------------------------------------------------- | -------------------------------------------------- | -------------------------------------------------- |
| VK Mirad UNIPO Prešov (4) | VK Mirad UNIPO Prešov (4) | VK Mirad UNIPO Prešov (4)                      | 0 – 2                                  | (5) VK Slávia SPU Nitra                            | (5) VK Slávia SPU Nitra                            | (5) VK Slávia SPU Nitra                            | (5) VK Slávia SPU Nitra                            |
| 13.03.2025                | 18:00                     | VK Mirad UNIPO Prešov                          | 2:3 (18:25, 19:25, 26:24, 25:17, 9:15) | VK Slávia SPU Nitra                                | 237                                                | Ján Tarabus Jan Lesiuk                             | [ 119 ] [ 120 ]                                    |
| 15.03.2025                | 18:00                     | VK Slávia SPU Nitra                            | 3:1 (23:25, 25:23, 25:20, 25:13)       | VK Mirad UNIPO Prešov                              | 386                                                | Przemyslaw Kupka Erik Gulák                        | [ 121 ] [ 122 ]                                    |
| Rieker UJS Komárno (2)    | Rieker UJS Komárno (2)    | Rieker UJS Komárno (2)                         | 2 – 0                                  | (7) ŠVK Tatran Slovenská Ľupča-UMB Banská Bystrica | (7) ŠVK Tatran Slovenská Ľupča-UMB Banská Bystrica | (7) ŠVK Tatran Slovenská Ľupča-UMB Banská Bystrica | (7) ŠVK Tatran Slovenská Ľupča-UMB Banská Bystrica |
| 13.03.2025                | 19:00                     | Rieker UJS Komárno                             | 3:1 (25:19, 25:20, 21:25, 25:16)       | ŠVK Tatran Slovenská Ľupča-UMB Banská Bystrica     | 200                                                | Maroš Kasperkevič Lukáš Hlaváč                     | [ 123 ] [ 120 ]                                    |
| 15.03.2025                | 18:00                     | ŠVK Tatran Slovenská Ľupča-UMB Banská Bystrica | 1:3 (25:22, 20:25, 21:25, 19:25)       | Rieker UJS Komárno                                 | 240                                                | Alex Veselý Balázs Forró                           | [ 124 ] [ 122 ]                                    |
| TJ Spartak Myjava (3)     | TJ Spartak Myjava (3)     | TJ Spartak Myjava (3)                          | 2 – 0                                  | (6) TJ Slávia Svidník                              | (6) TJ Slávia Svidník                              | (6) TJ Slávia Svidník                              | (6) TJ Slávia Svidník                              |
| 12.03.2025                | 18:00                     | TJ Spartak Myjava                              | 3:0 (25:18, 25:21, 25:22)              | TJ Slávia Svidník                                  | 135                                                | Marek Ludha Martin Sopko mł.                       | [ 125 ] [ 126 ]                                    |
| 15.03.2025                | 17:00                     | TJ Slávia Svidník                              | 0:3 (20:25, 20:25, 22:25)              | TJ Spartak Myjava                                  | 110                                                | Radovan Vitko Martin Rendla                        | [ 127 ] [ 122 ]                                    |
| Źródło:                   |                           |                                                |                                        |                                                    |                                                    |                                                    |                                                    |

### Mecze o 5. miejsce
Format: do dwóch zwycięstw
| Data                      | Godz.                     | Gospodarz                 | Rezultat                                | Gość                  | Widzów                | MVP                         | *                     |
| ------------------------- | ------------------------- | ------------------------- | --------------------------------------- | --------------------- | --------------------- | --------------------------- | --------------------- |
| VK Mirad UNIPO Prešov (4) | VK Mirad UNIPO Prešov (4) | VK Mirad UNIPO Prešov (4) | 0 – 2                                   | (6) TJ Slávia Svidník | (6) TJ Slávia Svidník | (6) TJ Slávia Svidník       | (6) TJ Slávia Svidník |
| 22.03.2025                | 17:00                     | VK Mirad UNIPO Prešov     | 2:3 (25:18, 25:23, 16:25, 12:25, 13:15) | TJ Slávia Svidník     | 235                   | Martin Falat Radovan Vitko  | [ 128 ] [ 129 ]       |
| 29.03.2025                | 17:00                     | TJ Slávia Svidník         | 3:1 (23:25, 25:18, 25:22, 25:23)        | VK Mirad UNIPO Prešov | 150                   | Radovan Vitko Michal Ščerba | [ 130 ] [ 131 ]       |
| Źródło:                   |                           |                           |                                         |                       |                       |                             |                       |

### Półfinały
Format: do trzech zwycięstw
| Data                       | Godz.                      | Gospodarz                  | Rezultat                                | Gość                    | Widzów                  | MVP                         | *                       |
| -------------------------- | -------------------------- | -------------------------- | --------------------------------------- | ----------------------- | ----------------------- | --------------------------- | ----------------------- |
| VKP FTVŠ UK Bratislava (1) | VKP FTVŠ UK Bratislava (1) | VKP FTVŠ UK Bratislava (1) | 3 – 0                                   | (5) VK Slávia SPU Nitra | (5) VK Slávia SPU Nitra | (5) VK Slávia SPU Nitra     | (5) VK Slávia SPU Nitra |
| 22.03.2025                 | 20:00                      | VKP FTVŠ UK Bratislava     | 3:0 (25:19, 25:22, 25:21)               | VK Slávia SPU Nitra     | 290                     |                             | [ 132 ]                 |
| 26.03.2025                 | 20:00                      | VK Slávia SPU Nitra        | 2:3 (23:25, 25:20, 25:21, 16:25, 8:15)  | VKP FTVŠ UK Bratislava  | 464                     | Šimon Rzyman Michal Trubač  | [ 133 ] [ 134 ]         |
| 29.03.2025                 | 14:30                      | VKP FTVŠ UK Bratislava     | 3:2 (18:25, 23:25, 25:16, 25:23, 15:7)  | VK Slávia SPU Nitra     | 540                     | Peter Michalovič Jan Lesiuk | [ 135 ] [ 131 ]         |
| Rieker UJS Komárno (2)     | Rieker UJS Komárno (2)     | Rieker UJS Komárno (2)     | 3 – 1                                   | (3) TJ Spartak Myjava   | (3) TJ Spartak Myjava   | (3) TJ Spartak Myjava       | (3) TJ Spartak Myjava   |
| 22.03.2025                 | 19:00                      | Rieker UJS Komárno         | 3:1 (24:26, 25:22, 25:15, 25:22)        | TJ Spartak Myjava       | 450                     |                             | [ 136 ]                 |
| 26.03.2025                 | 18:00                      | TJ Spartak Myjava          | 3:2 (14:25, 25:22, 20:25, 25:17, 15:12) | Rieker UJS Komárno      | 278                     | Matúš Konc Martin Rendla    | [ 137 ] [ 134 ]         |
| 29.03.2025                 | 19:00                      | Rieker UJS Komárno         | 3:0 (25:22, 25:15, 25:21)               | TJ Spartak Myjava       | 450                     | Peter Mlynarčík             | [ 138 ] [ 131 ]         |
| 2.04.2025                  | 18:00                      | TJ Spartak Myjava          | 0:3 (21:25, 22:25, 18:25)               | Rieker UJS Komárno      | 250                     | Samuel Paňko Tomáš Halanda  | [ 139 ] [ 140 ]         |
| Źródło:                    |                            |                            |                                         |                         |                         |                             |                         |

### Mecze o 3. miejsce
Format: do trzech zwycięstw
| Data                  | Godz.                 | Gospodarz             | Rezultat                                | Gość                    | Widzów                  | MVP                          | *                       |
| --------------------- | --------------------- | --------------------- | --------------------------------------- | ----------------------- | ----------------------- | ---------------------------- | ----------------------- |
| TJ Spartak Myjava (3) | TJ Spartak Myjava (3) | TJ Spartak Myjava (3) | 1 – 3                                   | (5) VK Slávia SPU Nitra | (5) VK Slávia SPU Nitra | (5) VK Slávia SPU Nitra      | (5) VK Slávia SPU Nitra |
| 12.04.2025            | 18:00                 | TJ Spartak Myjava     | 0:3 (21:25, 17:25, 22:25)               | VK Slávia SPU Nitra     | 315                     | Tomas Sorra Przemyslaw Kupka | [ 141 ] [ 142 ]         |
| 16.04.2025            | 18:00                 | VK Slávia SPU Nitra   | 3:0 (25:21, 25:19, 26:24)               | TJ Spartak Myjava       | 465                     | Matúš Krajčo Marek Mečiar    | [ 143 ] [ 144 ]         |
| 19.04.2025            | 18:00                 | TJ Spartak Myjava     | 3:2 (16:25, 25:19, 25:20, 23:25, 15:12) | VK Slávia SPU Nitra     | 295                     | Michal Zeman                 | [ 145 ] [ 146 ]         |
| 23.04.2025            | 16:30                 | VK Slávia SPU Nitra   | 3:1 (25:19, 25:15, 22:25, 25:18)        | TJ Spartak Myjava       | 365                     | Przemysław Kupka             | [ 147 ] [ 2 ]           |
| Źródło:               |                       |                       |                                         |                         |                         |                              |                         |

### Finał
Format: do czterech zwycięstw
| Data                       | Godz.                      | Gospodarz                  | Rezultat                                | Gość                   | Widzów                 | MVP                              | *                      |
| -------------------------- | -------------------------- | -------------------------- | --------------------------------------- | ---------------------- | ---------------------- | -------------------------------- | ---------------------- |
| VKP FTVŠ UK Bratislava (1) | VKP FTVŠ UK Bratislava (1) | VKP FTVŠ UK Bratislava (1) | 4 – 1                                   | (2) Rieker UJS Komárno | (2) Rieker UJS Komárno | (2) Rieker UJS Komárno           | (2) Rieker UJS Komárno |
| 12.04.2025                 | 20:00                      | VKP FTVŠ UK Bratislava     | 3:2 (23:25, 25:15, 19:25, 25:20, 16:14) | Rieker UJS Komárno     | 1160                   | Tomáš Kriško Filip Mačuha        | [ 148 ] [ 149 ]        |
| 13.04.2025                 | 18:00                      | VKP FTVŠ UK Bratislava     | 0:3 (21:25, 22:25, 17:25)               | Rieker UJS Komárno     | 925                    | Tomáš Halanda                    | [ 150 ] [ 151 ]        |
| 20.04.2025                 | 19:00                      | Rieker UJS Komárno         | 2:3 (25:22, 25:22, 21:25, 23:25, 7:15)  | VKP FTVŠ UK Bratislava | 750                    | Simon Pati-Nagy Michal Trubač    | [ 152 ] [ 153 ]        |
| 21.04.2025                 | 18:00                      | Rieker UJS Komárno         | 0:3 (16:25, 20:25, 17:25)               | VKP FTVŠ UK Bratislava | 650                    | Tomáš Halanda Bartolomej Jakubík | [ 154 ] [ 155 ]        |
| 24.04.2025                 | 19:00                      | VKP FTVŠ UK Bratislava     | 3:0 (25:12, 25:19, 25:19)               | Rieker UJS Komárno     | 1830                   | —                                | [ 156 ]                |
| Źródło:                    |                            |                            |                                         |                        |                        |                                  |                        |

## Klasyfikacja końcowa
| Poz. | Drużyna                                        | Uwagi                              |
| 1.   | VKP FTVŠ UK Bratislava                         | prawo udziału w el. Ligi Mistrzów  |
| 2.   | Rieker UJS Komárno                             | prawo udziału w Pucharze Challenge |
| 3.   | VK Slávia SPU Nitra                            |                                    |
| 4.   | TJ Spartak Myjava                              |                                    |
| 5.   | TJ Slávia Svidník                              |                                    |
| 6.   | VK Mirad UNIPO Prešov                          |                                    |
| 7.   | ŠVK Tatran Slovenská Ľupča-UMB Banská Bystrica |                                    |